# Euroregion Karpacki

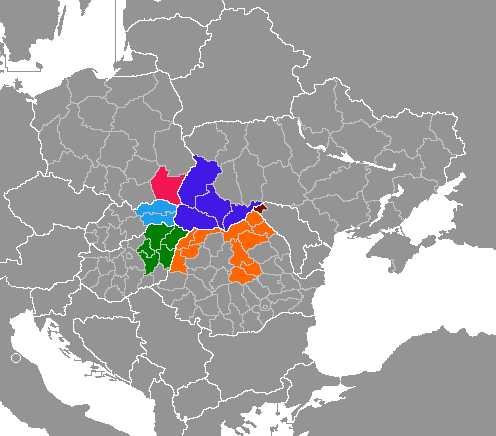
Euroregion Karpacki na mapie Europy

Euroregion Karpacki – euroregion powstały w 1993 w celu wspierania współpracy transgranicznej na obejmowanym przez niego obszarze, w obrębie którego znajduje się większa część Karpat. Euroregion zajmuje powierzchnię około 154 000 km² i jest zamieszkiwany przez przeszło 15 milionów osób. 
Euroregion Karpacki został powołany do życia 14 lutego 1993 w Debreczynie na Węgrzech, gdzie przedstawiciele władz lokalnych Polski, Słowacji, Węgier i Ukrainy podpisali porozumienie o utworzeniu Związku Międzyregionalnego Euroregion „Karpacki” oraz ministrowie spraw zagranicznych Polski, Ukrainy i Węgier udzielili poparcia tej inicjatywie podpisując Deklarację o współpracy Społeczności Zamieszkujących Obszar Euroregionu „Karpackiego”. Na posiedzeniu w dniach 29–30 kwietnia 1997 Rada Związku pozytywnie rozpatrzyła wniosek strony rumuńskiej o jej przyjęcie w charakterze Członka Zwyczajnego.
Główną przesłanką utworzenia Euroregionu „Karpackiego” było inicjowanie i koordynowanie działań w zakresie promocji współpracy gospodarczej, naukowej, kulturalnej, oświatowej, turystycznej i ekologicznej.
Większość wpływów do budżetu Euroregionu pochodzi ze składek członków Euroregionu. Euroregion „Karpacki” obejmuje po stronie polskiej 180 gmin z dwóch województw: małopolskiego i podkarpackiego o łącznej powierzchni 18 686 km² zamieszkanej przez 2376 tys. osób.
- Ukraina: po stronie ukraińskiej w skład Euroregionu wchodzą 4 obwody: lwowski, zakarpacki, iwanofrankiwski i czerniowiecki. Ukraińska część Euroregionu ma 56 600 km² powierzchni i liczy 6430 tys. mieszkańców.
- Słowacja: po stronie słowackiej[6][7] do Euroregionu należą dwa kraje: koszycki i preszowski. Ich obszar ma 10 459 km² powierzchni, a liczba ludności wynosi 1111 tys. osób.
- Węgry: po stronie węgierskiej[8] w skład Euroregionu wchodzi 5 okręgów położonych w północno-wschodniej części kraju Borsod-Abaúj-Zemplén, Hajdú-Bihar, Heves, Jász-Nagykun-Szolnok, Szabolcs-Szatmár-Bereg. Obszar ten ma 28 639 km² i jest zamieszkany przez 2609 tys. osób.
- Rumunia: po stronie rumuńskiej w skład Euroregionu wchodzi 5 okręgów: Bihor, Sălaj, Satu Mare, Marmarosz, Botoszany. Rumuńska część Euroregionu ma 27 104 km² powierzchni i liczy 2274 tys. mieszkańców.

## Obszary, parki i rezerwaty chronione na terenie polskiej części Euroregionu
- Babiogórski Park Narodowy (pow. 3485 ha)
- Barania Góra (pow. 387 ha)
- Bieszczadzki Park Narodowy (pow. 28 452 ha)
- Bór na Czerwonem
- Ciężkowicko-Rożnowski Park Krajobrazowy (pow. 26 421 ha)
- Ciśniańsko-Wetliński Park Krajobrazowy (pow. 46 608 ha)
- Czarnorzecko-Strzyżowski Park Krajobrazowy (pow. 24 851 ha)
- Gorczański Park Narodowy (pow. 7556 ha)
- Góra Chełm (pow. 298 ha)
- Jaśliski Park Krajobrazowy (pow. 24 834 ha)
- Magurski Park Narodowy (pow. 19 558 ha)
- Park Krajobrazowy Beskidu Małego (pow. 26 499 ha)
- Park Krajobrazowy Beskidu Śląskiego (pow. 40 674 ha)
- Park Krajobrazowy Doliny Sanu (pow. 28 919 ha)
- Park Krajobrazowy Gór Słonnych (pow. 59 192 ha PLA)
- Park Krajobrazowy Pasma Brzanki (pow. 15 495 ha)
- Park Krajobrazowy Pogórza Przemyskiego (pow. 61 939 ha)
- Pasmo Bukowicy
- Pieniński Park Narodowy (pow. 2467 ha)
- Popradzki Park Krajobrazowy (pow. 57 391 ha)
- Rezerwat przyrody Chwaniów (pow. 363 ha)
- Rezerwat przyrody Dyrbek (pow. 63 ha)
- Rezerwat przyrody Hulskie im. Stefana Myczkowskiego (pow. 184 ha)
- Rezerwat przyrody Herby (pow. 389 ha)
- Rezerwat przyrody Kalwaria Pacławska
- Rezerwat przyrody Kamień nad Jaśliskami
- Rezerwat przyrody Kopystanka
- Rezerwat przyrody Krępak
- Rezerwat przyrody Krywe (pow. 500 ha)
- Rezerwat przyrody Las Gościbia (pow. 307 ha)
- Rezerwat przyrody Las Lipowy Obrożyska (Gmina Muszyna) (pow. 103 ha)
- Rezerwat przyrody Łysa Góra
- Rezerwat przyrody Na Opalonym (pow. 244 ha)
- Rezerwat przyrody Na Oratyku (pow. 22 ha)
- Rezerwat przyrody Nad Jeziorem Myczkowieckim (164 ha)
- Rezerwat przyrody Nad Trzciańcem
- Rezerwat przyrody Polanki (pow. 171 ha)
- Rezerwat przyrody Prządki
- Rezerwat przyrody Przełom Jasiołki (pow. 91 ha)
- Rezerwat przyrody Przełom Osławy pod Duszatynem (pow. 397 ha)
- Rezerwat przyrody Przełom Osławy pod Mokrem (pow. 200 ha)
- Rezerwat przyrody Przełom Sanu pod Grodziskiem (pow. 210 ha)
- Rezerwat przyrody Reberce (pow. 202 ha)
- Rezerwat przyrody Sine Wiry (pow. 462 ha)
- Rezerwat przyrody Starzawa (pow. 196,56 ha)
- Rezerwat przyrody Turnica (pow. 151 ha)
- Rezerwat przyrody Źródliska Jasiołki (1591 ha)
- Tatrzański Park Narodowy (pow. 21 416 ha)
- Wiśnicko-Lipnicki Park Krajobrazowy (pow. 14 320 ha)
- Żywiecki Park Krajobrazowy (pow. 35 556 ha)

## Galeria

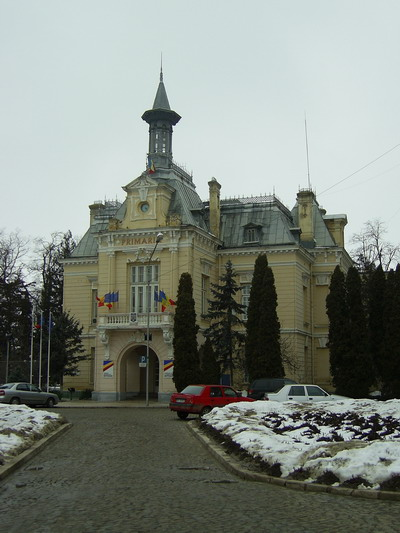
Botoszany
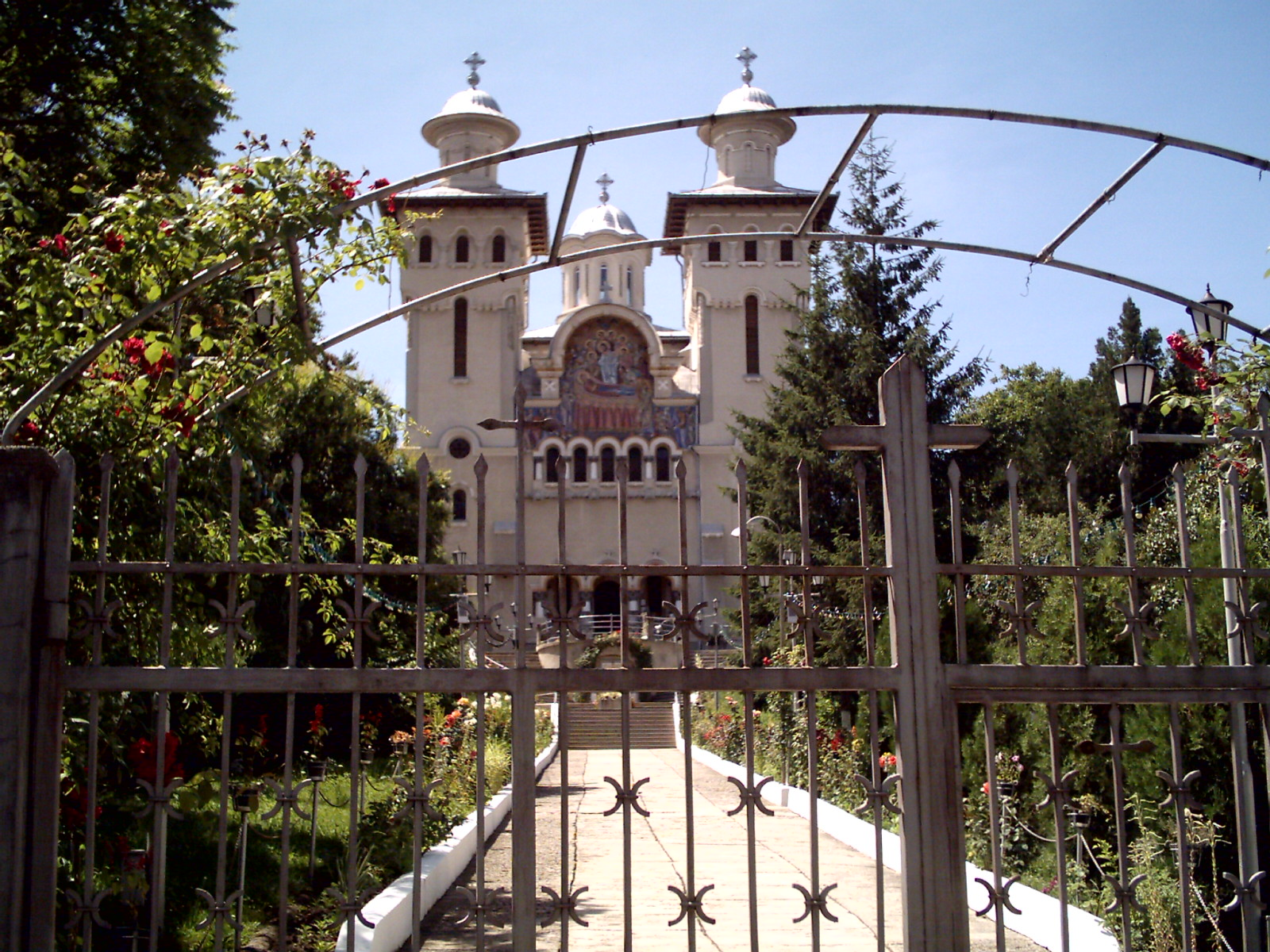
Zalău
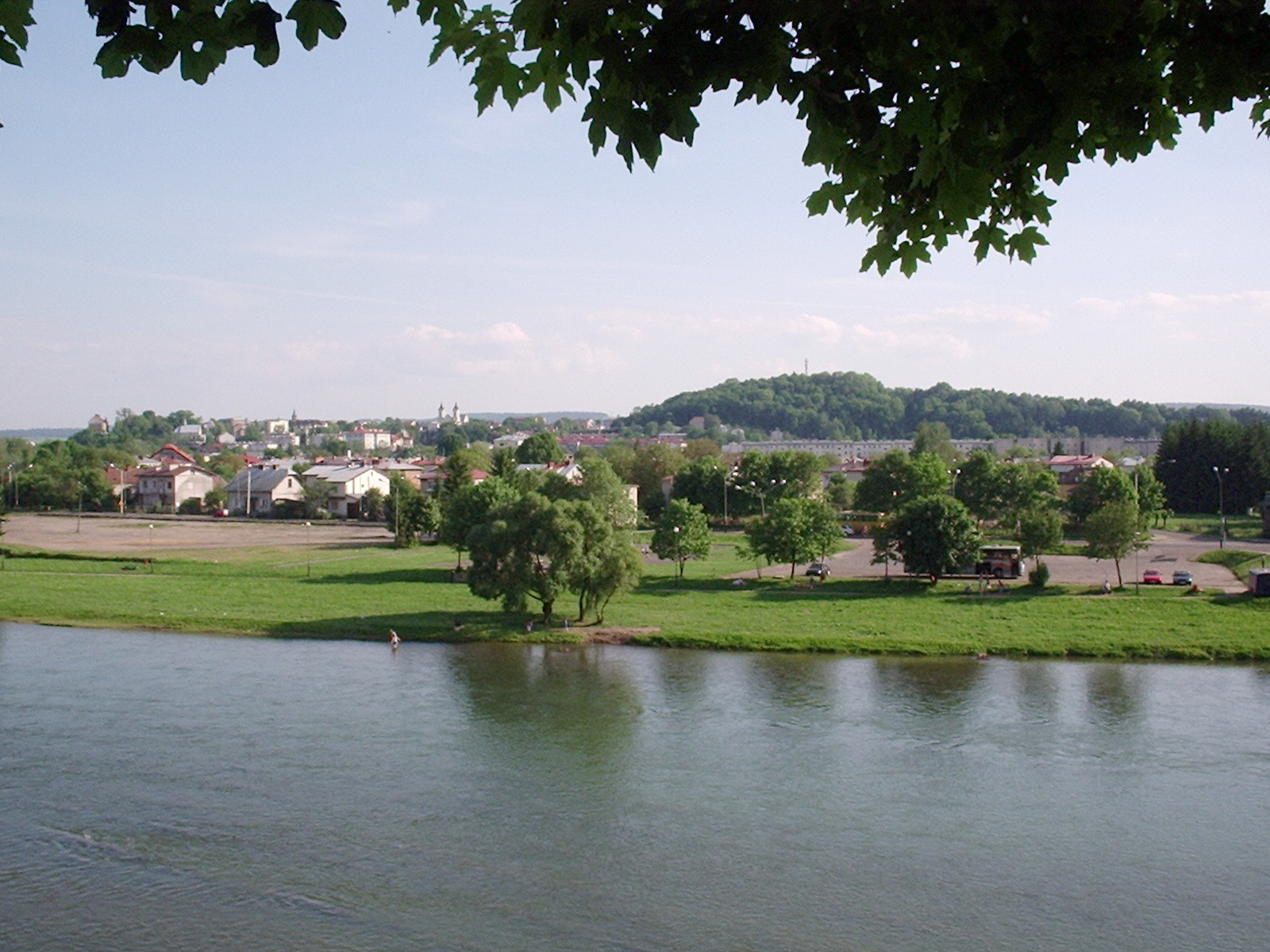
Sanok
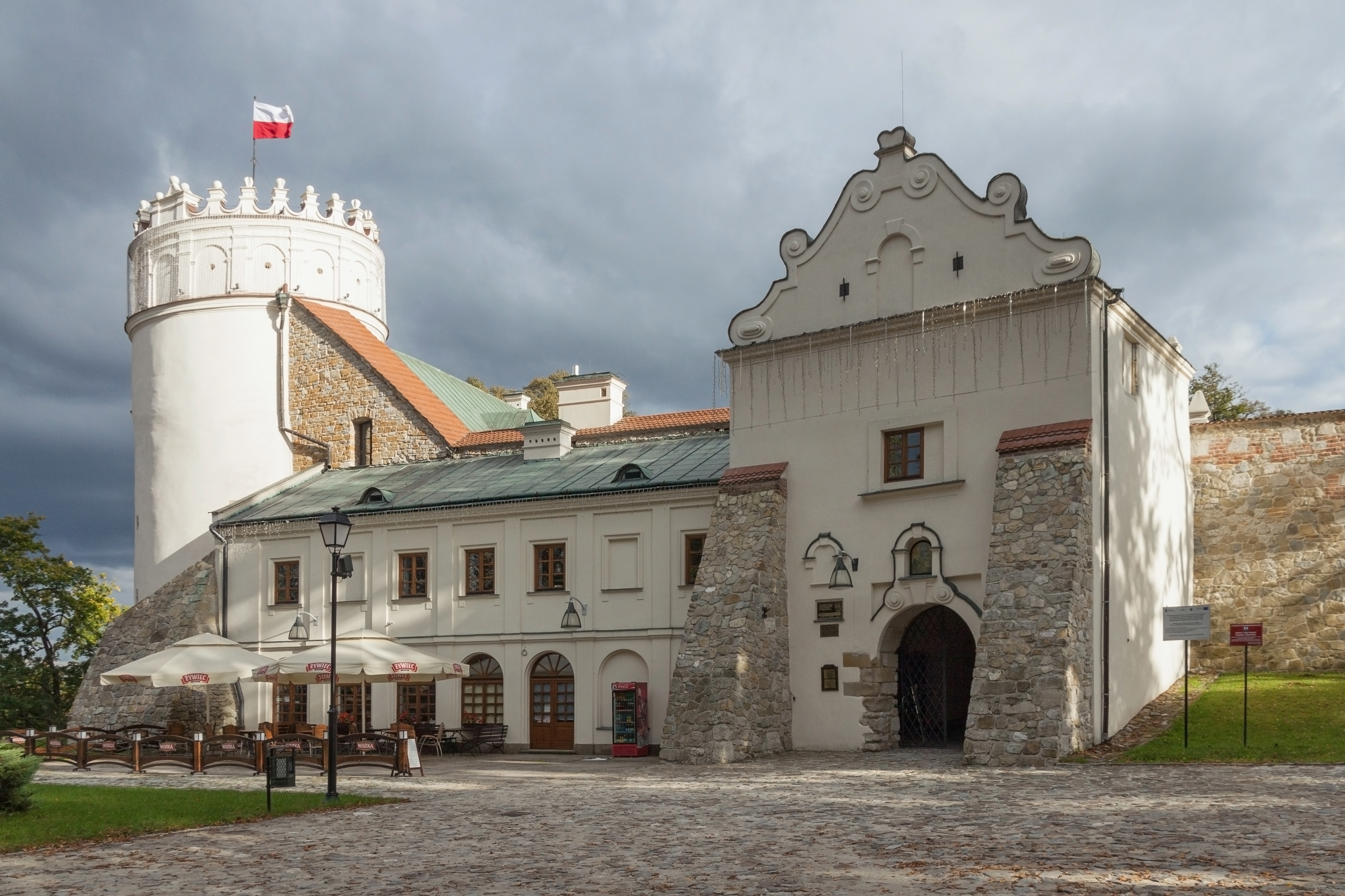
Przemyśl
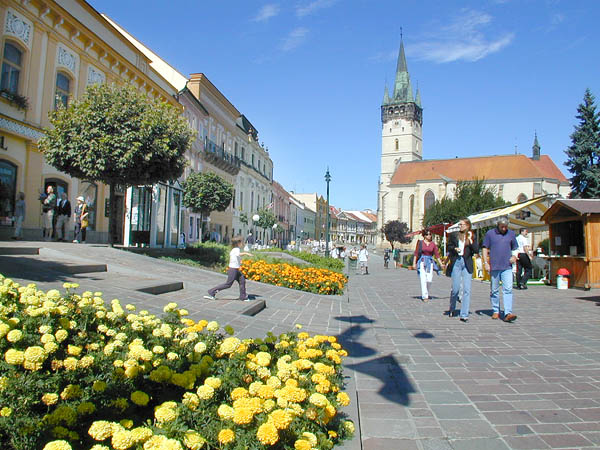
Preszów
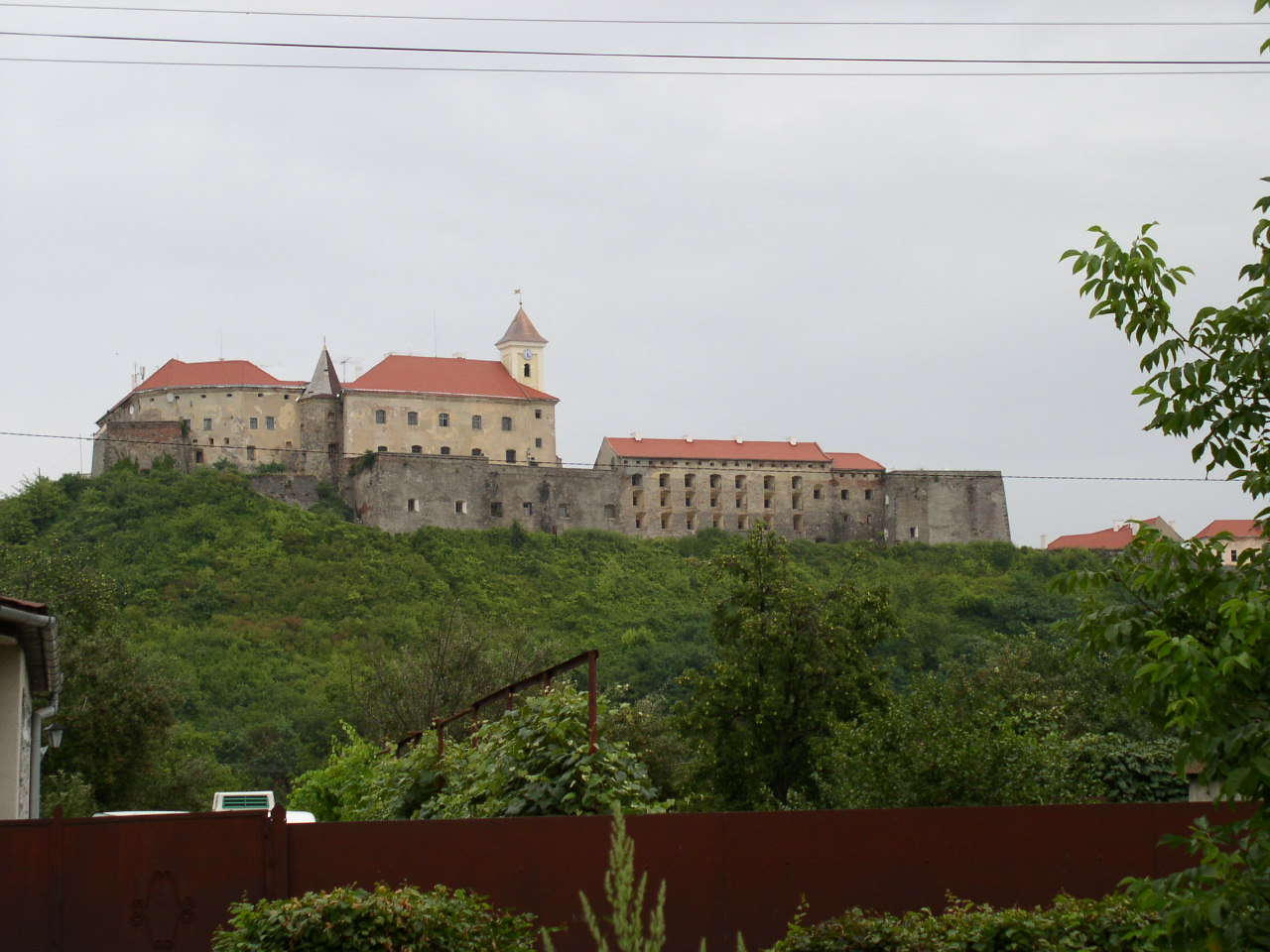
Mukaczewo, Zamek Palanka
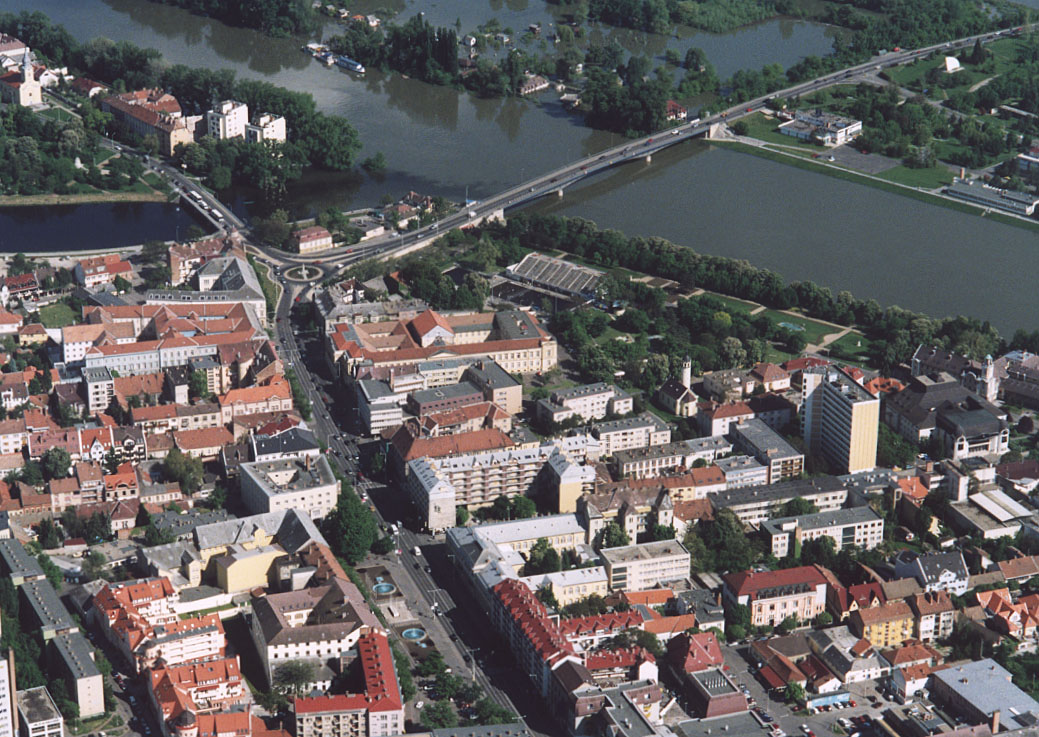
Szolnok